# 雄風III型 (ミサイル)
雄風III型（ゆうふうさんがた、Hsiung Feng III）は、中華民国の国家中山科学研究院が開発した超音速対艦ミサイル， このミサイルは標的艦の反応時間を大幅に短縮できるため、メディアから「空母キラー」と呼ばれている。 このミサイルは、台湾海軍の水上艦船と海鋒大隊の陸上ミサイル発射基地&機動ミサイル発射車に広く配備されており、海巡署の安平級高速巡視船にもこの種のミサイルを搭載することができ、「平戦転換」に基づいて海軍の対水上戦任務を支援している。

## 発展

### 起源
1970年代後半、中華民国陸軍のナイキミサイルが当時の脅威に対応するのに十分でなくなり、また、中華人民共和国との国交樹立のため米国政府がパトリオットミサイルの売却を拒否したため、NCSISTは独自の防空ミサイルシステムの研究開発に着手した。当時のNCSIST所長であった黃孝宗の指導の下、NCSISTのミサイル・ロケット研究所は1981年2月、防空ミサイルシステムの研究開発を専門とする「天弓計画室」を設立し、以下の2つの開発プロジェクトの推進を担当した:
- 天弓甲型：ラムジェットエンジンを搭載した防空ミサイル、計画後に天弓IIと改名された。
- 天弓乙型：固体燃料ロケットモーターを搭載した防空ミサイル、計画後に天弓Iと改名された。

この目的のために、NCSISTは1984年にアメリカのMarquardt社の協力を得て、ラムジェットエンジンを試験するための高エントロピー風洞を建設し、アメリカのヴォート社から空射軽量型ラムジェットエンジン (Air Launched Low Volume Ramjet ; ALVRJ)と超音速戦術ミサイル(Supersonic Tactical Missile；STM)の関連技術を取得しました。しかし、この種のミサイルの設計は地上や海上目標を攻撃する必要性しか考慮されておらず、対空ミサイルに改修するには一部の構造を設計し直す必要があった、NCSISTのミサイル・ロケット研究所はラムジェットエンジンの不安定燃焼の問題を克服できなかったため、1990年に天弓甲型の計画は中止され、天弓乙型防空ミサイルも固体燃料ロケットモーターを搭載し、後に天弓I型となった。

### 擎天技術実証弾
天弓甲型計画終了後の1990年、NCSISTはラムジェットエンジンの研究を継続するため、「擎天計画室」を設立し、既存の技術で擎天技術実証弾Mk-1キャリアを数発製作し、固体燃料ロケットエンジンのブースター、ラムジェットエンジン、制御システムを試験し、高高度巡航、シースキマー、高G旋回性能を確認した。しかし、擎天技術実証弾Mk-1は尾部に搭載されたブースターであり、胴体の半分以上の長さがあったため、輸送や保管に不利であったため、これに基づき、NCSISTは側面にブースターを搭載した擎天技術実証弾Mk-2キャリアを開発した。
数々の試験を経て、擎天計画室は1996年に改良型擎天技術実証弾Mk-2（コードネーム：擎天V号）の発射試験を実施し、擎天V号は数メートルの高さで超音速の終端シースキマー攻撃弾道を目標に命中させることに成功した。 擎天技術実証弾の試験が終了し、擎天計画室は対艦ミサイルの開発を担当する「雄風作業室」に統合され、雄風III型対艦ミサイルの研究開発が正式に開始された。

### 試験と量産
雄風III型超音速対艦ミサイルの最初の試験は1997年に実施され、開発試験評価（Development Test and Evaluation，DT&E）は2004年に完了した。2004年後半から2005年前半にかけて、最初の試験用雄風III型が成功級フリゲート「成功(PFG-1101)」に搭載され、海軍はその後2005年に初期運用テストと評価（Initial Operational Test & Evaluation , IOT&E）を完了した。その後、2006年には搭載されていることが知られるようになった。
雄風III型対艦ミサイルは2007年10月の中華民国国慶節式典の観閲式で国民に正式に披露され、同年末には「追風計画」の名で毎年の国防予算に量産予算が計上され、2007年から2014年までの間に120発の艦載型雄風3型ミサイルを量産・配備するため、概算予算118億9300万台湾元が計上された。雄風Ⅲ型は2014年に完全作戦能力（Full operational capability, FOC）段階に入ったと宣言され、2017年には雄風Ⅲ型対艦ミサイル陸上発射型の「機動ミサイル発射車」の名で136億台湾元の予算で量産に入った。

### 增程型/磐龍計画
より大型で長射程の增程型雄風III型は馬英九政権時代から開発が進められており、蔡英文政権時代に「磐龍計画」の名で正式に始動し、最大射程400kmの增程型雄風III型を60発生産すると見積もられていた。 NCSISTはその後、2017年から2019年にかけて実弾試験発射を何度も行い、2021年に成立した「海空戦力強化計画調達特別法」に量産予算が正式に盛り込まれた。2025年7月、「漢光」軍事演習において增程型の雄風III型地対艦ミサイル配備が確認された。

### 空対艦ミサイル型/雄鷙計画
NCSISTは現在、艦上発射型と陸上発射型の雄風III型対艦ミサイルに続き、F-CK-1C/Dの対艦戦能力を強化するため、空対艦ミサイル型の雄風III型の開発と評価を積極的に進めている。空対艦ミサイル型雄風III型は、現行の艦船発射型や陸上発射型よりも小型軽量で、萬剣空対地巡航ミサイルと同じようにF-CK-1経国の翼下に搭載して、中国人民解放軍（PLA）の大型水上艦船に対して空中から長距離精密攻撃を行うことができる、最短で2022年末に、少数の試験的な空対艦ミサイル型の雄風III型量産作業を行う。

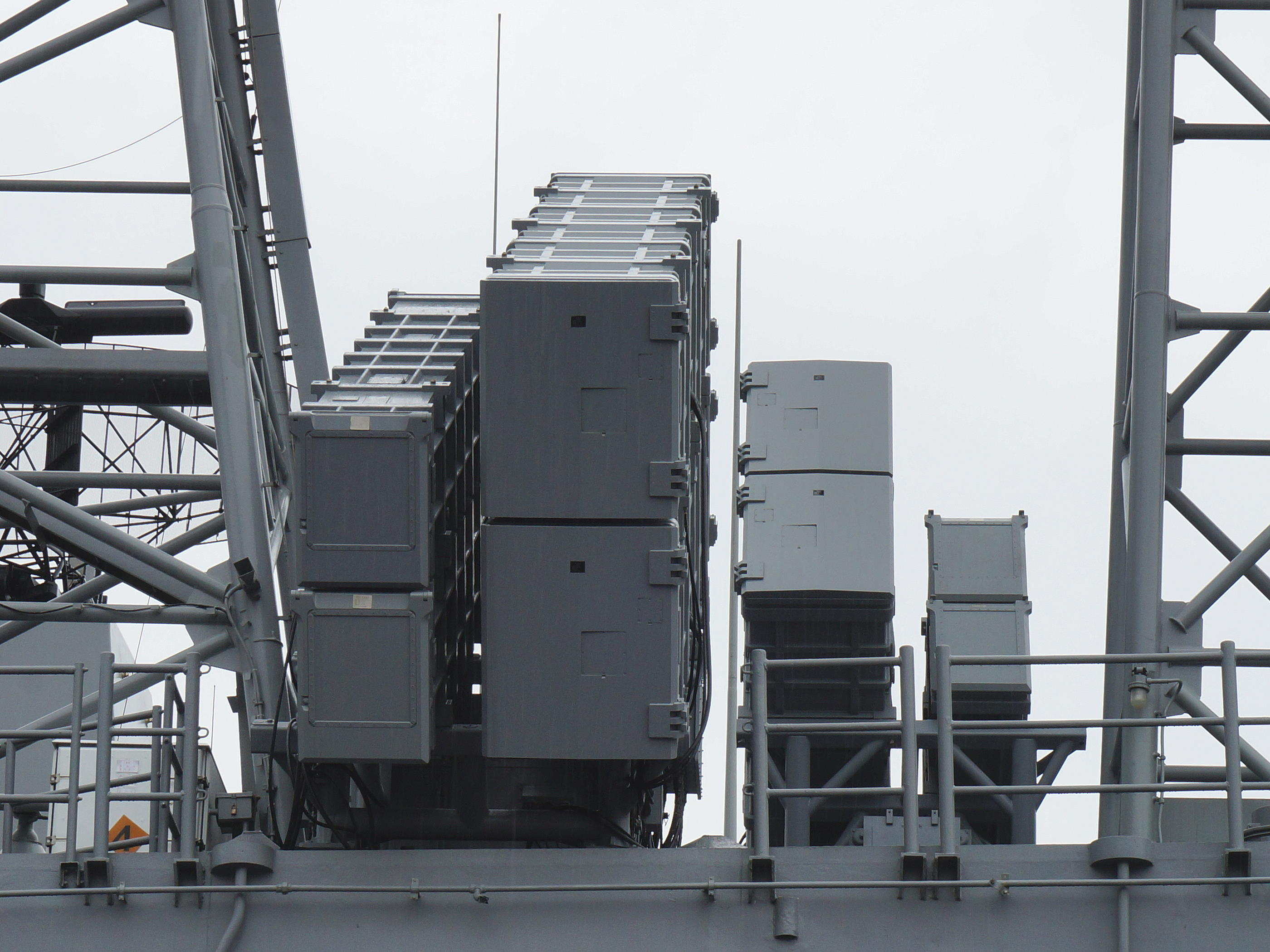
成功級フリゲートの上構上面。国産の雄風II型（左）と雄風III型SSM（右）を搭載している
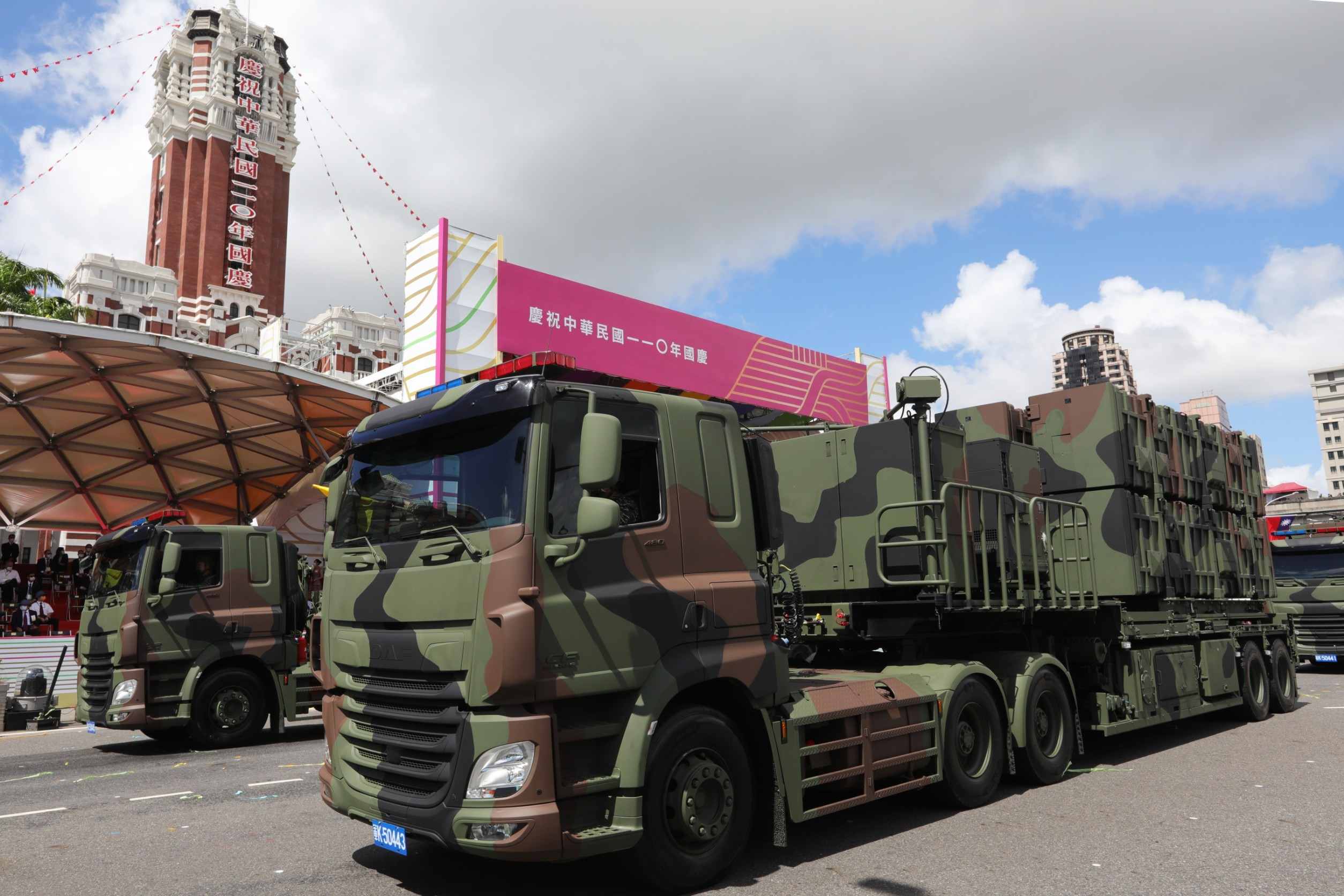
雄風III型地上発射型地対艦ミサイル
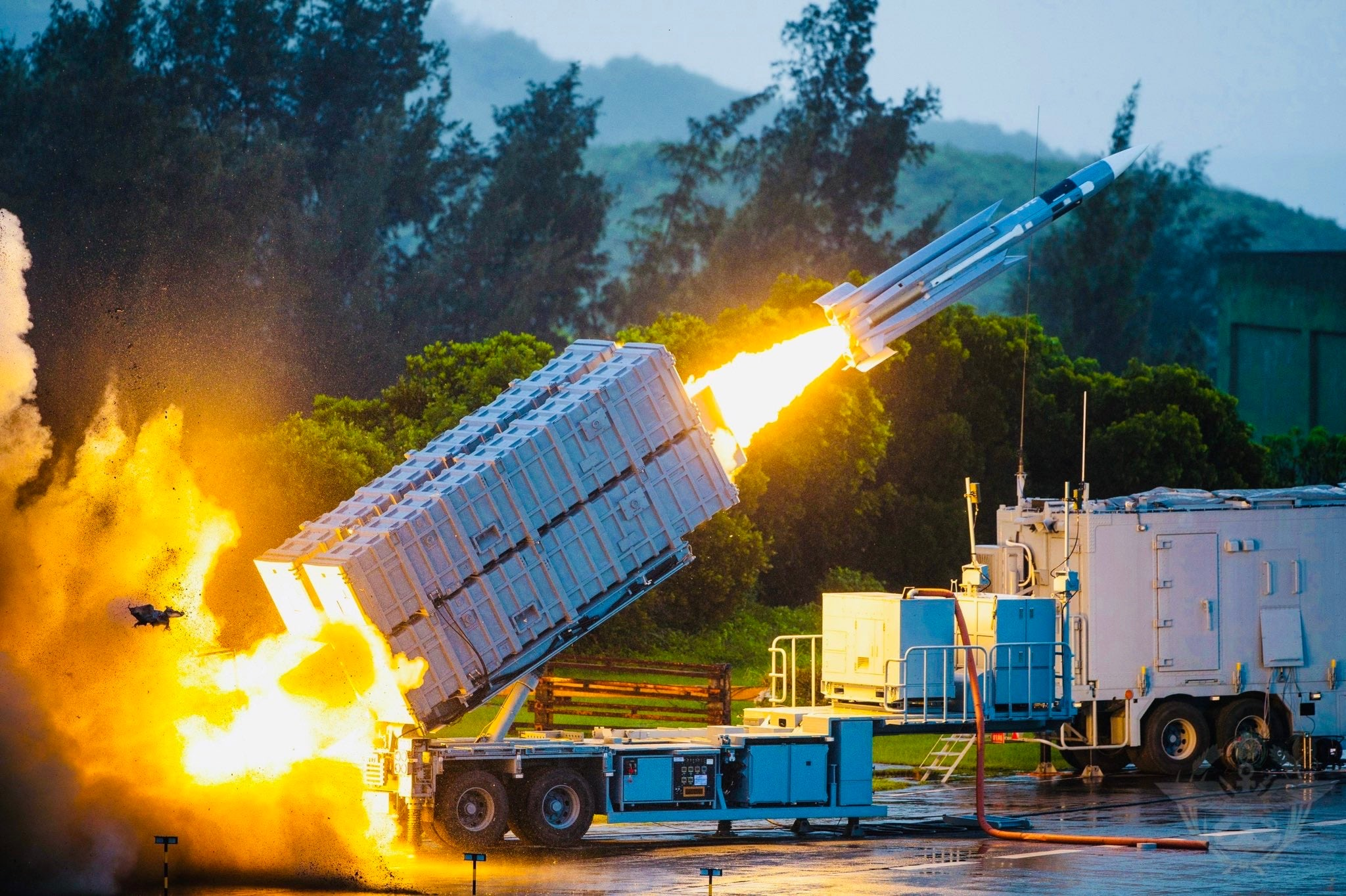
雄風III型地上発射型地対艦ミサイル

## 誤射
2016年7月1日、台湾海軍131艦隊に所属する500トン級の金江号哨戒艇（ROCS PGG-610）が左営港で年度甲類演習の評価準備を行っていた際に、ミサイルの誤射事件が発生しました。
午前8時15分、ミサイルは設定された迂回航路で2分以内に約100キロメートル離れた仮想作戦海域に向かって飛行し、澎湖の南東海域で作業中のCT4級翔利升号近海漁船に命中しました。このミサイルは2.5マッハを超える速度で漁船の正面から操縦室を貫通し、その後船外に飛び出し、1人が死亡、3人が負傷する悲劇を引き起こしました。
命中した方式から、雄風III型超音速対艦ミサイルがターゲットをロックオンし、終端シースキマー攻撃モードに入ったことが示されています。推測するに、この雄風III型ミサイルは約30度の俯角で攻撃を行い、この角度では海面からのレーダー反射波の影響を大きく受け、浅い角度で水面から約3〜4メートルの漁船操縦室の頂部に命中したと考えられます。
悲劇を引き起こしたとはいえ、これは雄風III型ミサイルの高性能を間接的に示しています。実弾試験に比べて、今回の発射は準備が不十分な状態で偶発的に発生しました。ミサイルは2.5マッハ以上のシースキマー弾道で高速進入し、目標区域を探索しました。その結果、自身のレーダーシーカーを使って、レーダー反射が非常に小さく、低高度で移動中の小型近海漁船をロックオンしました。この条件は試験時よりも難易度が高く（試験時にはレーダー反射が大きく、艦体が高く静止していたため、ミサイルが外れる可能性が低かった）、それでも雄風III型ミサイルは漁船の操縦室を正面に貫通しました。
ただし、漁船が軽く脆弱なガラス繊維で作られていたため、雄風III型ミサイルの150kg半穿甲弾頭の信管は作動しませんでした。